# ديفيد العاشر
ديفيد العاشر (بالجورجية: დავით X) (1526 – 1473) كان ثاني ملك (ميبي) لمملكة كارتلي من 1505 إلى 1525. ارتبط بالعرش في طفولته ثم أصبح ملكاً بعد وفاة والده ومنذ ذلك الحين كان عليه تحمل الغزوات من مملكة إيميريتي ومملكة كاخيتي. كان إصلاحياً حيث نجح في إخضاع الجيش وتدمير قوة النبلاء عن طريق إلغاء الإمارات الشبه مستقلة التي كانت تدمر وحدة البلاد، قبل توحيد جورجيا الشرقية تحت صولجان. يُعرف ديفيد العاشر أيضًا بنجاته من غزو آخر من قبل بلاد فارس، وبالتالي يعتبر الأول من سلسلة من أحد عشر ملكًا قاتلوا ضد جيرانهم الصفويين على مدى القرنين التاليين.